# 大分事件
大分事件為臺灣日治時期的原住民族主要抗日事件之一，1915年5月17日由布農族發動，事發地點為花蓮港廳玉里郡大分駐在所（位於今花蓮縣卓溪鄉大分），其遺址現為玉山國家公園管理處臺灣黑熊研究中心的一部分。

## 概略
事件領導者為布農族大分部落頭目拉荷·阿雷及阿里曼·西肯兄弟，實際攻擊大分駐在所的布農族原住民人數為56名，共造成12名日本警察死亡。拉荷·阿雷在大分事件中手刃七名日警。之後，該攻擊隊伍遭臺灣總督府持續制止與鎮壓，另外也造成大分地區所有布農族住民陸續遷移，並在遷移過程中出現零星出草。
因大分部落地勢險峻，在大分事件後，當局始終無法將其反抗勢力完全制伏；直至1933年5月，最後80名左右的反抗族人才正式歸順日本政府。

## 第二次大分事件
1921年6月18日，日本當局聲稱欲與反抗族人和解，邀請他們前去會面；隨後，托西幼社的23位壯丁全遭當局處死。

## 外部鏈結
- 大分事件- YouTube （页面存档备份，存于）
- 布農抗日大分事件逾1世紀 後裔談看法，Mulas/Sai，2015-08-04，原住民族電視臺
- 【LiMA新聞世界第73集】大分百年落葉歸根2015-05-29 - YouTube （页面存档备份，存于）